# Gymnosporangium paraphysatum
Gymnosporangium paraphysatum är en svampart som beskrevs av Vienn.-Bourg. 1961. Gymnosporangium paraphysatum ingår i släktet Gymnosporangium och familjen Pucciniaceae.   Inga underarter finns listade i Catalogue of Life.